# Vulnerària
La vulnerària (Anthyllis vulneraria), és una planta amb flors que pertany a la família de les fabàcies.

## Descripció

### Forma vital (de Raunkjaer)
Hemicriptòfit (els meristemes es troben just arran de terra en l'estació desfavorable, com per exemple passa amb la ceba o l'all.)

### Òrgans vegetatius

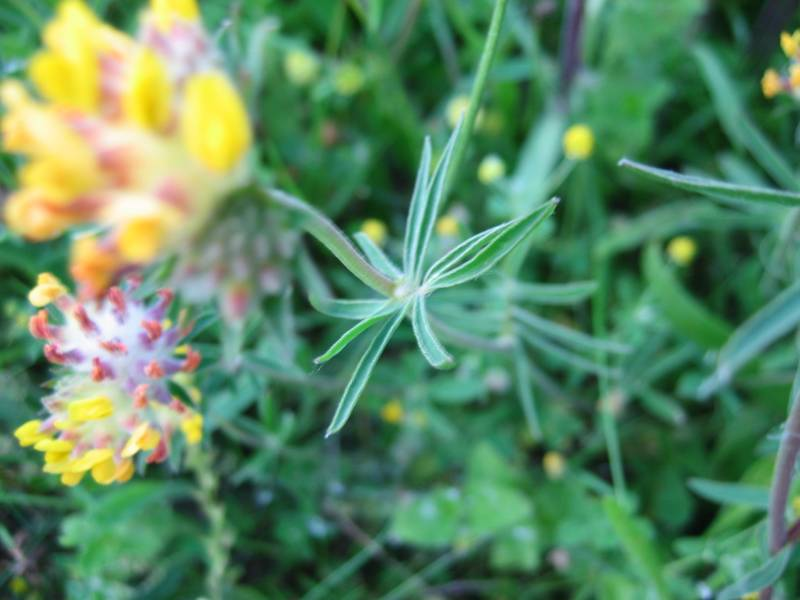
Fulles dAnthyllis vulnerària

Les dimensions de la tija són d'aproximadament de 5 a 50 cm, encara que la mida n'és variable segons la subespècie.
Té rel axonomorfa, és a dir, té un eix principal més desenvolupat que els laterals.
La tija és de tipus herbaci, ja que té consistència d'herba. És hirsuta, amb pèls ascendents o patents.
Les fulles estan constituïdes per entre un i tretze folíols amples, sempre amb el terminal més gran que els altres i molt semblants entre si.
Les fulles inferiors són ovades o el·líptiques, amb folíols desiguals, i les superiors els tenen lineals i oblongs iguals, semblants o desiguals.
Trobem dues bràctees (fulla situada vora les flors, generalment de forma, mida i coloració diferent a les fulles normals) molt dividides sota les flors, normalment aparellades.
Totes les fulles són piloses en major o menor proporció.

### Òrgans reproductors

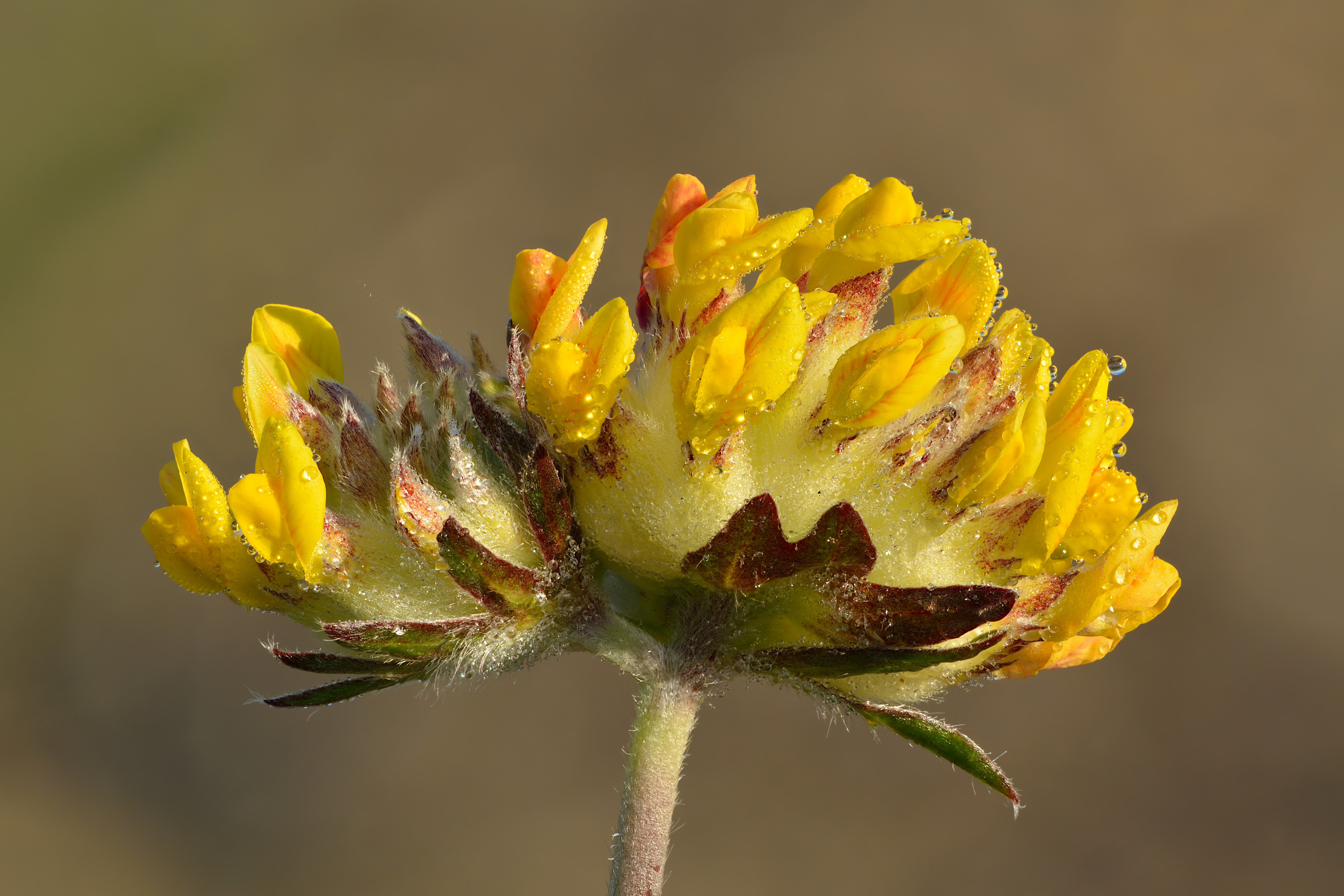
Inflorescència

Les flors són hermafrodites i zigomorfes.
Té inflorescències racemoses en glomèruls llargament pedunculats, de 15 mm de diàmetre i globosos amb 15-25 flors, bracteats, germinats, terminals, a vegades amb alguns glomèruls auxiliars. Bràctea palmatipartida. Les flors tenen entre 8-20 mm i són pedicel·lades o subsèssils.
El periant és format pel calze i els pètals que constitueixen la corol·la. És de color generalment rosa, però també el podem trobar de color groc o ataronjat.
El calze (5-17) té una mida entre 2,5-6 mm. És tubular en el botó floral, gibós, ovoide i inflat en l'antesi, subbilabiat, amb la boca del tub molt obliqua, concolor o porpra en la part superior i proveït de dents desiguals, les dues superiors triangulars i les tres inferiors més o menys subulades.
La corol·la és dialipètala zigomorfa, és a dir, típicament papilionàcia. Consta de cinc pètals, un de més gran que els altres, anomenat estendard, dos laterals iguals entre si (les ales) i dos sota l'estendard que estan lleugerament units, també iguals entre si, que constitueixen la quilla o carena. És versicolor, ja que pot anar de rosa (més o menys pàl·lid) a intensament porpra o d'un groc pàl·lid a ataronjat. Molt rarament la trobem albina.
L'androceu, que constitueix l'aparell sexual masculí de la flor, consta de 10 estams concretament, filaments i anteres. En aquest cas és un androceu monadelf, és a dir, que tots els estams d'una flor estan soldats pels filaments.
D'altra banda, el gineceu que constitueix l'aparell sexual femení és monocarpel·lar amb dos o tres primordis seminals. Aquest únic carpel forma una cavitat tancada que en seria l'ovari d'estil arquejat.
El fruit d'aquesta planta és un llegum semicircular, comprimit i glabre, amb un enreixat a la superfície i una única llavor. És una beina, un llegum indehiscent, no septat i espitat. És un fruit simple que procedeix d'un gineceu monocarpel·lar i s'obre en dues valves, per la línia de sutura central i també del nervi central.

## Taxonomia

### Sinonímia
Aquesta espècie té tres sinònims:
- Anthyllis collina Salisb.
- Anthyllis leguminosa Gray
- Vulneraria anthyllis Scop.

### Subespècies
Se'n reconiexen 44 subespècies:
| - Anthyllis vulneraria subsp. abyssinica (Sagorski) Cullen - Anthyllis vulneraria subsp. ajmasiana (Pau) Raynaud & Sauvage - Anthyllis vulneraria subsp. alpestris (Kit.) Asch. & Graebn. - Anthyllis vulneraria subsp. argyrophylla (Rothm.) Cullen - Anthyllis vulneraria subsp. arundana (Boiss. & Reut.) H.Lindb. - Anthyllis vulneraria subsp. balearica (Coss. ex Marès & Vigin.) O.Bolòs & Vigo - Anthyllis vulneraria subsp. boissieri (Sagorski) Bornm. - Anthyllis vulneraria subsp. borealis (Rouy) Jalas - Anthyllis vulneraria subsp. boscii Kerguélen - Anthyllis vulneraria subsp. bulgarica (Sagorski) Cullen - Anthyllis vulneraria subsp. busambarensis (Akeroyd) Pignatti - Anthyllis vulneraria subsp. carpatica (Pant.) Nyman - Anthyllis vulneraria subsp. colorata (Juz.) Tzvelev - Anthyllis vulneraria subsp. danica Lampinen - Anthyllis vulneraria subsp. dertosensis (Rothm.) Font Quer | - Anthyllis vulneraria subsp. fatmae Font Quer - Anthyllis vulneraria subsp. forondae (Sennen) Cullen - Anthyllis vulneraria subsp. fruticans Emb. - Anthyllis vulneraria subsp. gandogeri (Sagorski) Maire - Anthyllis vulneraria subsp. guyotii (Chodat) Grenon - Anthyllis vulneraria subsp. hispidissima (Sagorski) Cullen - Anthyllis vulneraria subsp. iberica (W.Becker) Jalas - Anthyllis vulneraria subsp. iframensis Cullen - Anthyllis vulneraria subsp. lapponica (Hyl.) Jalas - Anthyllis vulneraria subsp. maritima (Schweigg. ex K.G.Hagen) Corb. - Anthyllis vulneraria subsp. matris-filiae Emb. & Maire - Anthyllis vulneraria subsp. maura (Beck) Maire - Anthyllis vulneraria subsp. microcephala (Willk.) Benedí - Anthyllis vulneraria subsp. multifolia (W.Becker) O.Bolòs & Vigo - Anthyllis vulneraria subsp. nana (Ten.) Tammaro | - Anthyllis vulneraria subsp. pinidicola Cullen - Anthyllis vulneraria subsp. polyphylla (DC.) Nyman - Anthyllis vulneraria subsp. pseudoarundana H.Lindb. - Anthyllis vulneraria subsp. pulchella (Vis.) Bornm. - Anthyllis vulneraria subsp. rubriflora (DC.) Arcang. - Anthyllis vulneraria subsp. saharae (Sagorski) Jahand. & Maire - Anthyllis vulneraria subsp. subscaposa Cullen - Anthyllis vulneraria subsp. valesiaca (Beck) Guyot - Anthyllis vulneraria subsp. variegata (Boiss.) Bornm. - Anthyllis vulneraria subsp. versicolor (Dalla Torre & Sarnth.) Gutermann - Anthyllis vulneraria subsp. vitellina (Velen.) Kuzmanov - Anthyllis vulneraria subsp. vulneraria - Anthyllis vulneraria subsp. vulnerarioides (All.) Arcang. - Anthyllis vulneraria subsp. weldeniana (Rchb.) Cullen |

D'aquestes subespècies n'hi ha quatre, presents als Països Catalans, que tenen un nom comú reconegut:
- Herba capsotera : Anthyllis vulneraria subsp. gandogeri (Sagorski) Maire
- Vulnerària : Anthyllis vulneraria subsp. forondae (Sennen) Cullen
- Vulnerària alpina : Anthyllis vulneraria subsp. vulnerarioides (All.) Arcang.
- Vulnerària pirinenca : Anthyllis vulneraria subsp. alpestris (Kit.) Asch. & Graebn.

### Etimologia
El nom del gènere Anthyllis deriva del grec Anthos: 'flors' i illos, que vol dir 'borrissol', per indicar l'aparença de les inflorescències, mentre que el nom específic deriva del llatí vulneraria: vulnus = 'ferida', per les propietats curatives d'aquest gènere.

## Ecologia

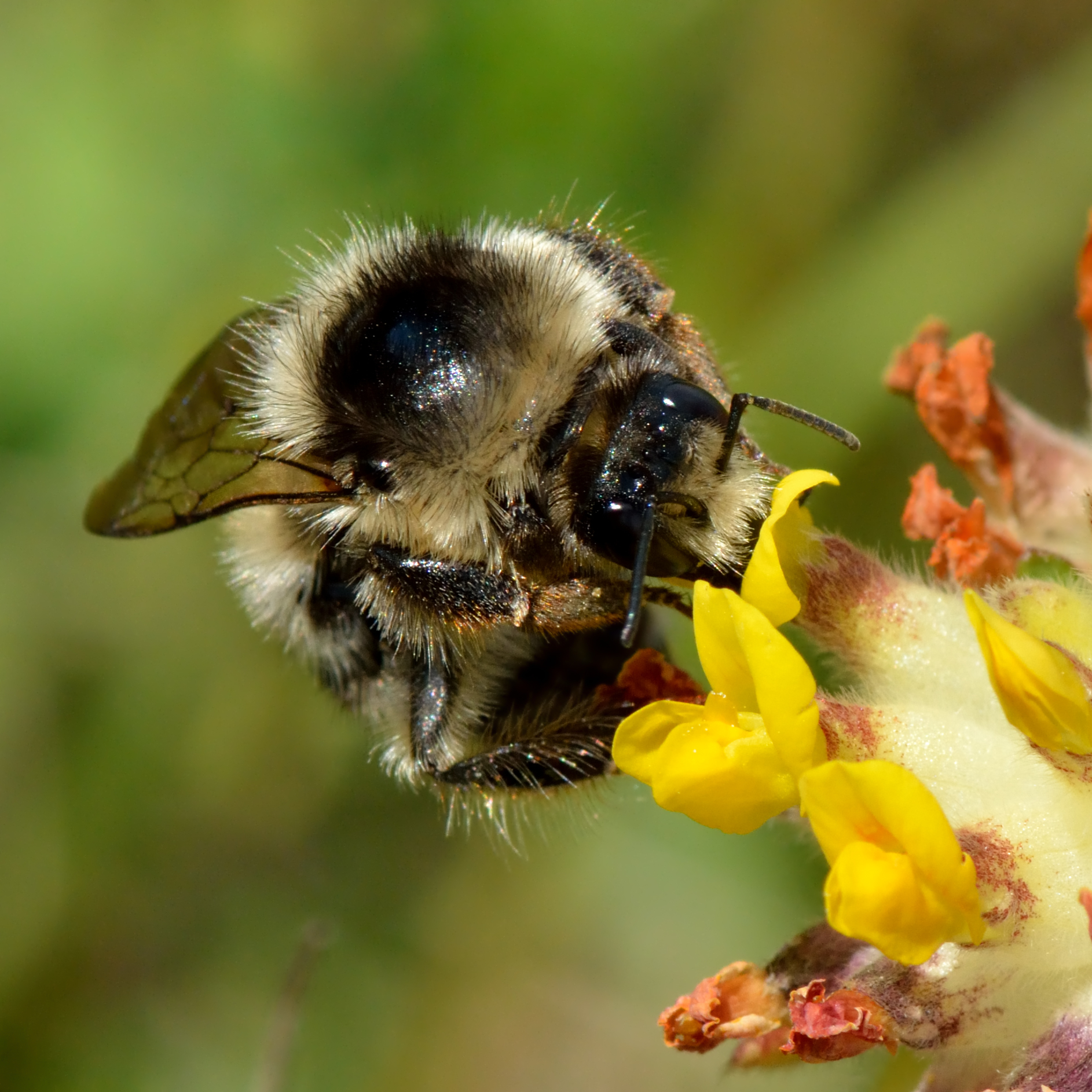

### Hàbitat
Creix en ambients molt diversos, com indrets molt oberts, matolls, a les vores dels camins i sembrats, riberes i pastures de muntanya.
També la podem trobar en llocs secs i zones pedregoses o rocoses (generalment sobre roca calcària). Pot localitzar-se fins a 3.000 metres d'altitud.

### Distribució mundial
Es troba en terrenys calcaris de gran part d'Europa, al nord d'Àfrica (països com Algèria, Egipte, Líbia, Etiòpia o el Marroc), sud-oest asiàtic (Iran, Turquia, Armènia i Geòrgia entre altres) i Amèrica del Nord.
A Europa la podem trobar en una gran varietat de països: Dinamarca, Finlàndia, Irlanda, Noruega, Àustria, Bèlgica, Bulgària, Grècia i així podríem enumerar gairebé tots els estats d'Europa.

### Distribució al Principat
La podem trobar per tota la península Ibèrica. Des del litoral fins als pastissals dels Pirineus i serra Nevada, a 3.000 metres d'altura, representada per estirps diverses en diferents localitats.

## Farmacologia

### Part utilitzada (droga)
Per a fins medicinals interessen les summitats aèries, les inflorescències, i en menor mesura la planta sencera a l'època de floració, seca o fresca. S'ha d'assecar a l'aire lliure sense calor artificial.

### Composició química
Quant a la composició química, n'apareixen molts principis actius que poden ser utilitzats com a remei contra malalties:
- Saponines[4]
- Tanins
- Mucílags
- Flavonoides: de les parts herbàcies
- Pigments antociànics: blau, vermell i colorant groc

### Usos medicinals
Els seus usos tradicionals són per a accelerar la curació de ferides, cremades, úlceres tòrpides, nafres, però també actua sobre talls, contusions i hematomes. Talla una possible hemorràgia i facilita la necessària cicatrització de la ferida. Des d'èpoques antigues s'ha emprat com a remei contra erupcions cutànies, ferides de curació lenta, cremades menors, talls i cops.

### Accions farmacològiques i propietats
Hemostàtic local, cicatritzant i antisèptic. Popularment es considera depurativa i antiemètica. També té propietats com a laxant, astringent, desinfectant i vulnerària.
L'extracte etanòlic s'ha demostrat actiu enfront poliovirus i herpes virus inhibint la seva activitat.

## Altres

### Aplicacions
- Decocció: 1-1,5 cullerades grans per 500 ml d'aigua, cal bullir durant 1-2 minuts, deixar reposar durant 5-15 minuts i colar. Pot afegir-se l'aigua al bany o bé aplicada com a compresa a les zones afectades (a vegades s'utilitza la planta fresca i picada).
- Infusió lleugera: 1-2 cullerades de té per vas d'aigua. Es pren 2 o 3 cops al dia contra l'estrenyiment o es beu com a tònic primaveral. Les inflorescències seques també poder servir com a substitut del te.

### Història
Amb el nom de vulnerària, aquesta planta no apareix fins al Renaixement, designada als textos de Pinax de Bauhin com Lotto affinis vulneraria pratensis. Si es tracta realment d'alguna de les antílides dels antics, és un assumpte molt difícil de saber. Segons la figura que porta l'edició de Dioscòrides donada per Laguna, en la pàgina 160, es diu que, en efecte, representa la vulnerària.

### Cultiu
Necessita posicions assolellades i sòl alcalí. Toleren un pH entre 4,8 i 8. Prospera en sòls pobres i és una font d'aliment per a abelles, papallones i erugues.
Aquesta espècie té relació simbiòtica amb diferents bacteris del terra. Aquests bacteris formen nòduls a les arrels i fixen el nitrogen atmosfèric.
Floreix a la primavera a partir del mes d'abril, i als prats d'alta muntanya de juny cap endavant.

### Detall de flors i fulles

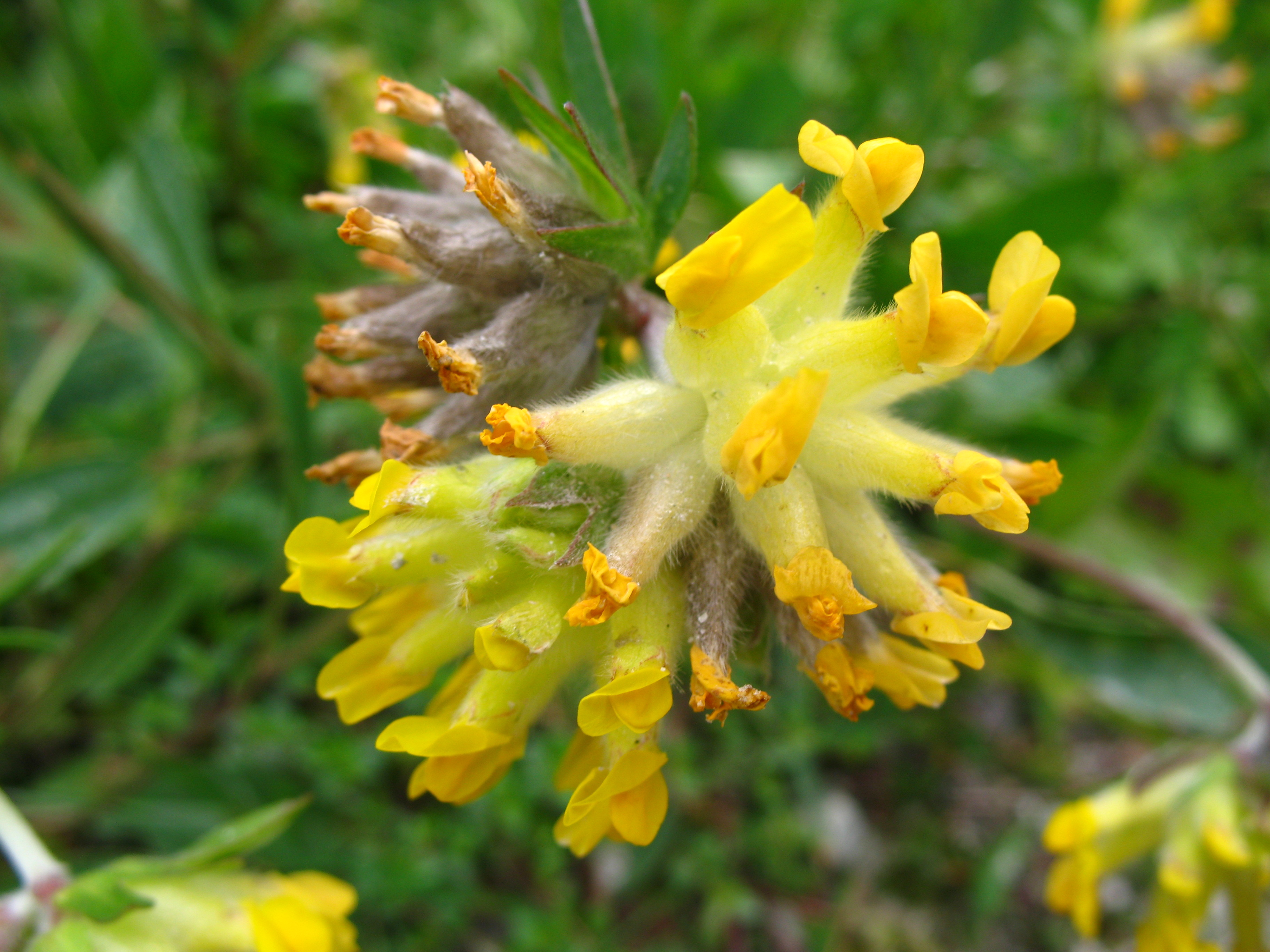
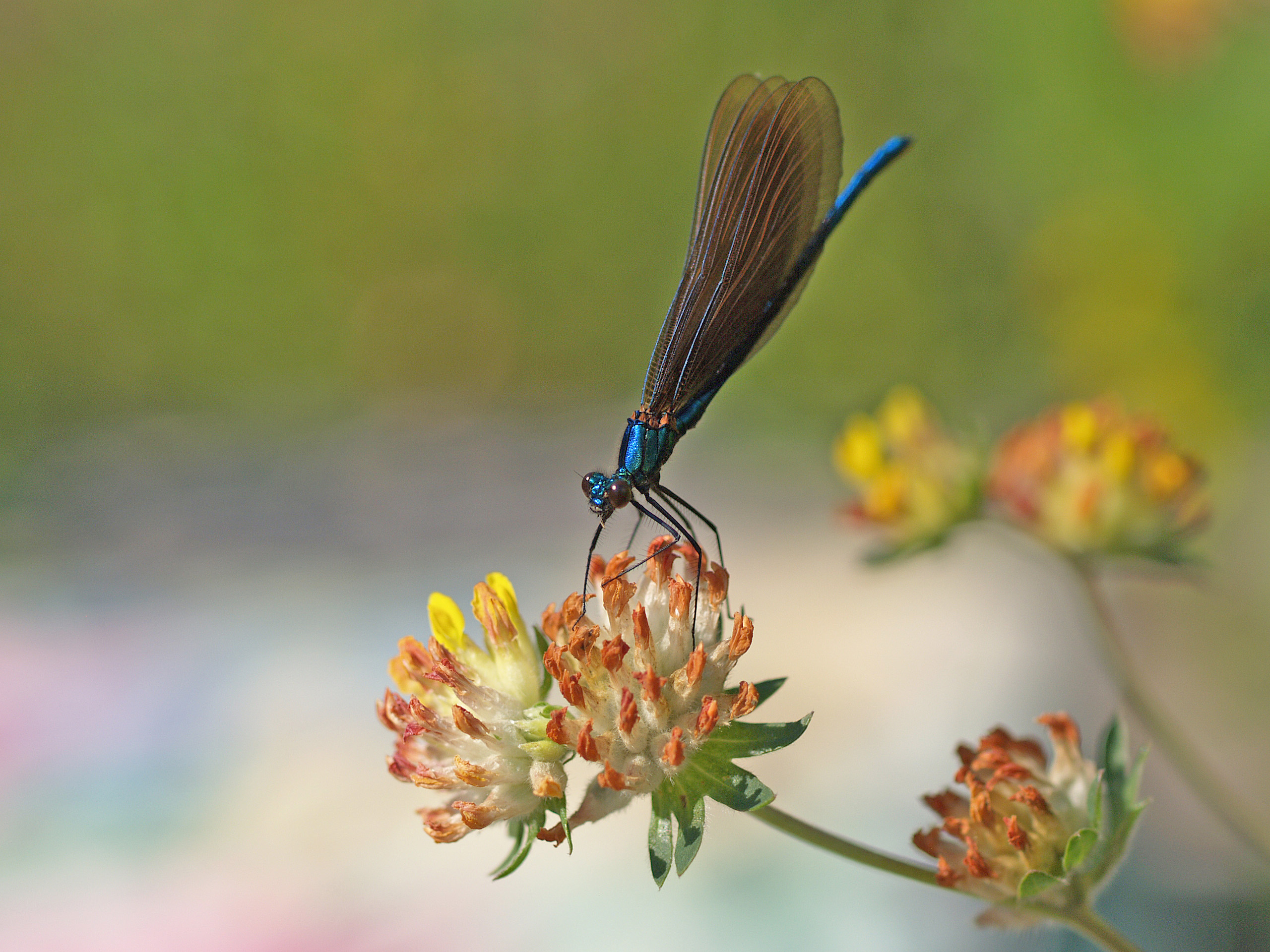
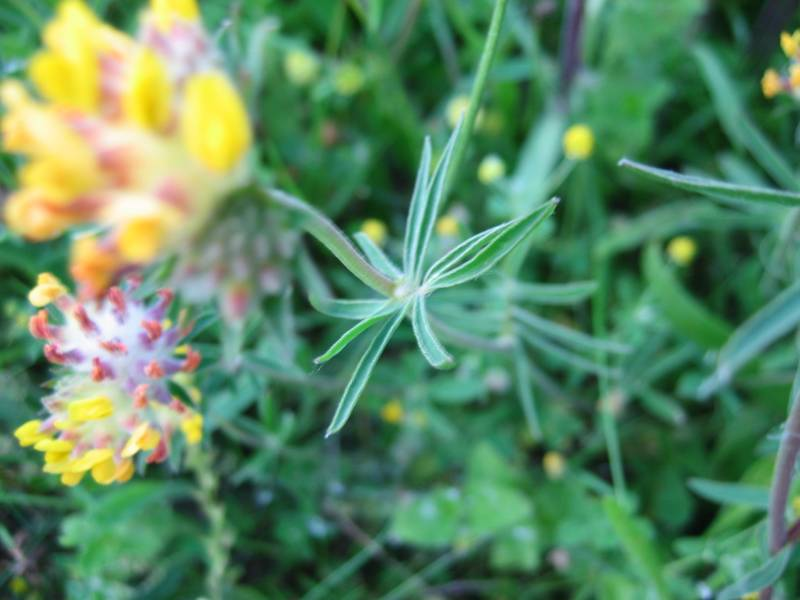
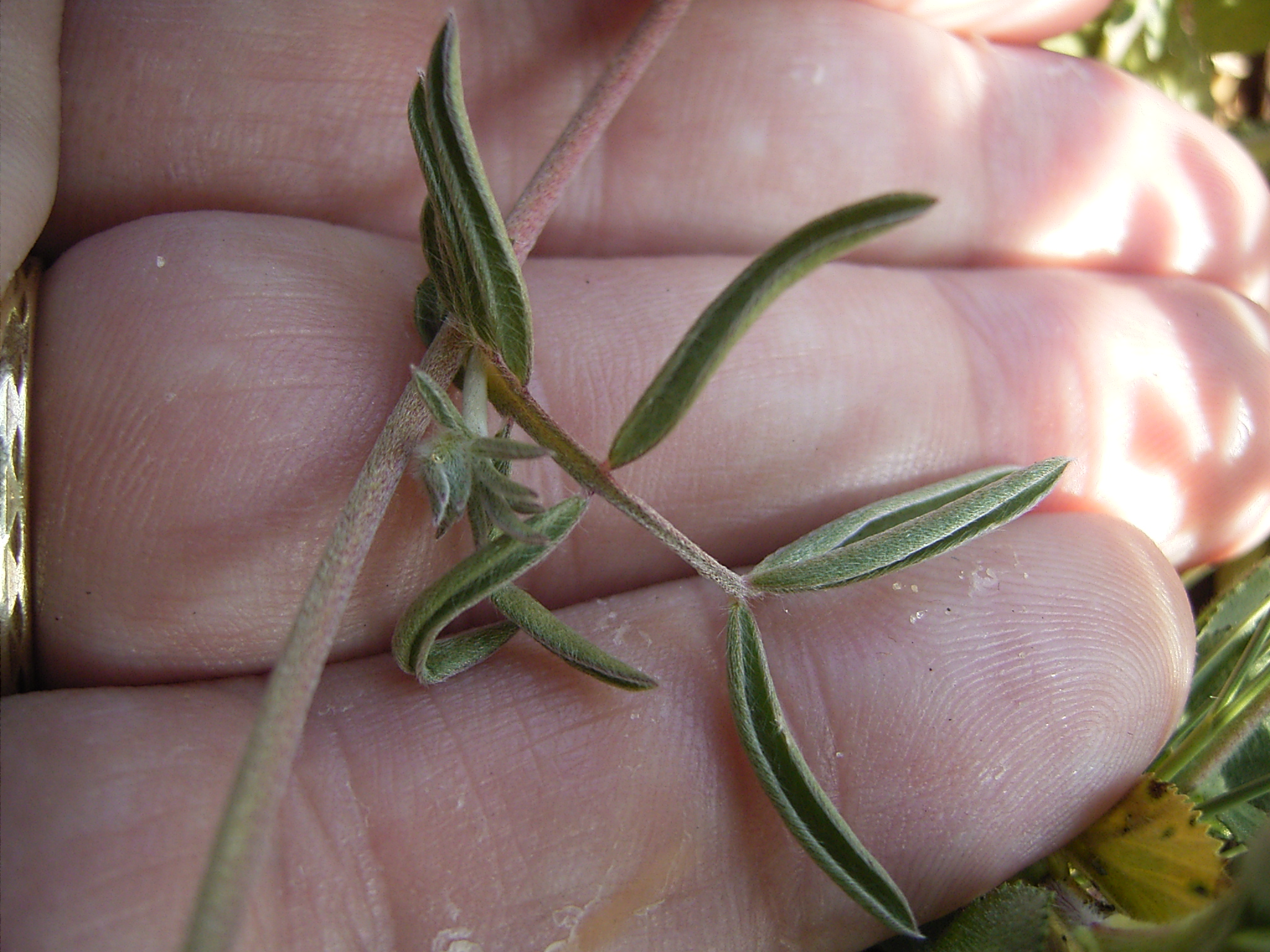
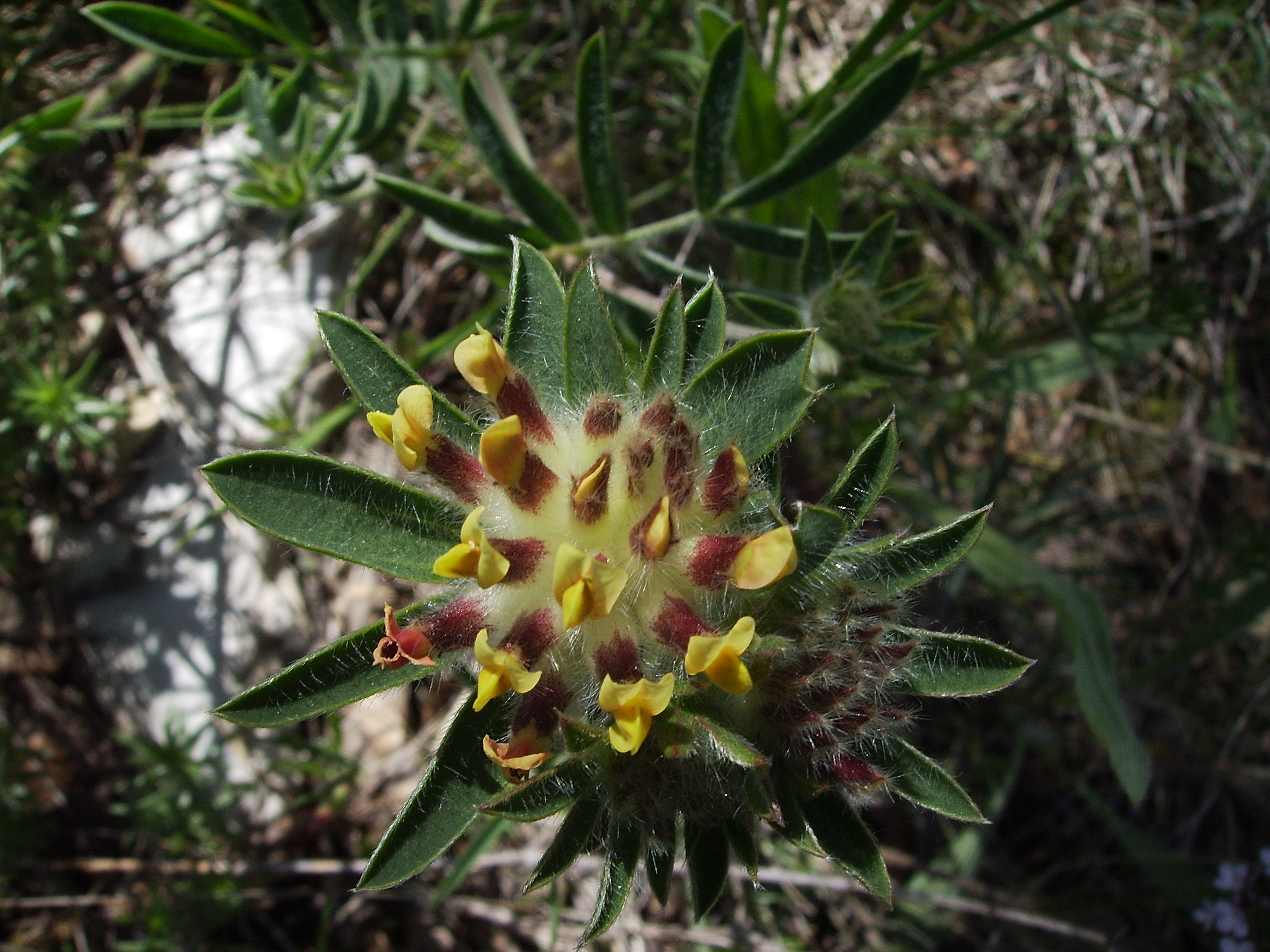

## Galeria d'imatges

### Anthyllis vulnerària

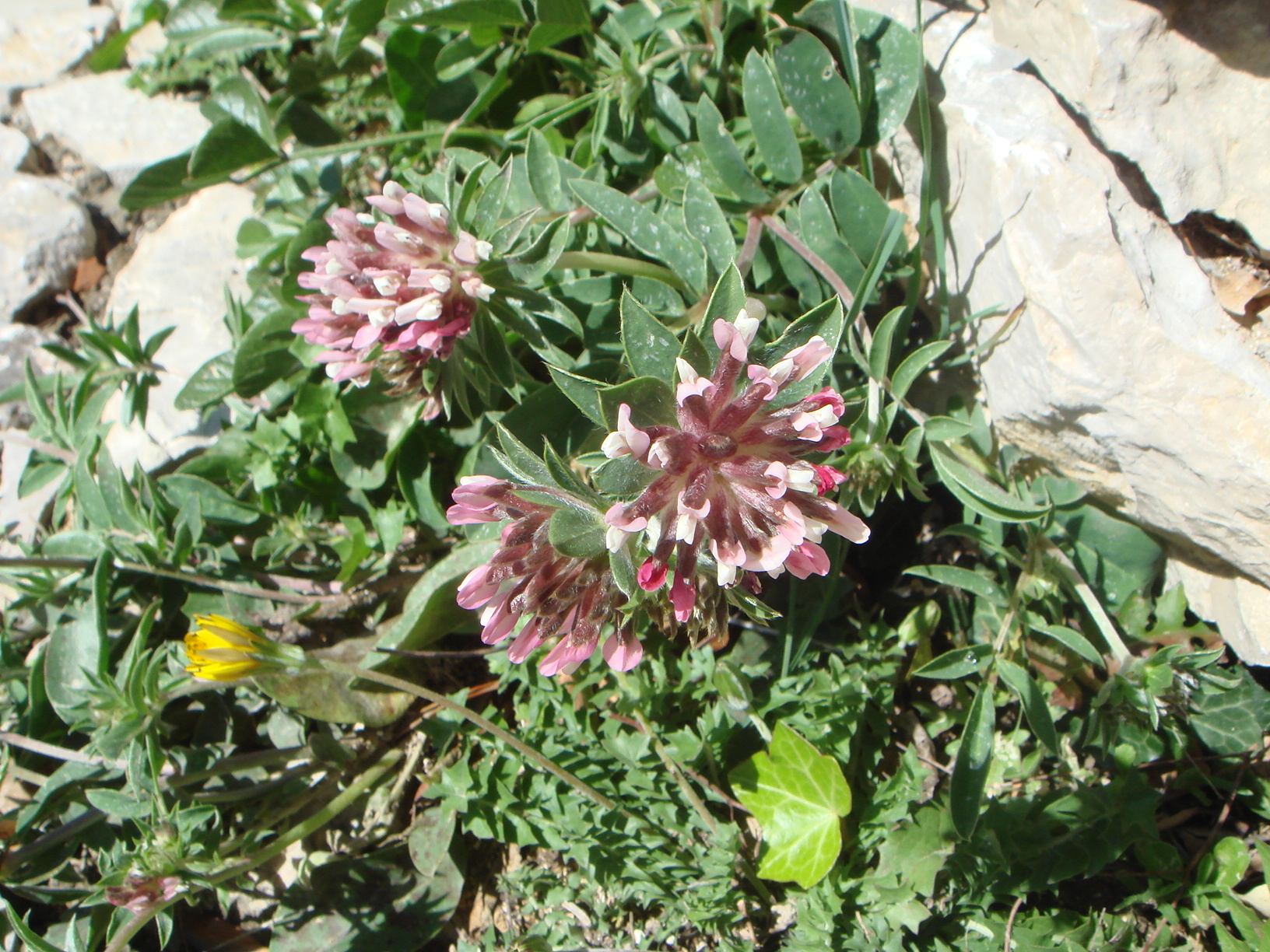
Anthyllis vulneraria
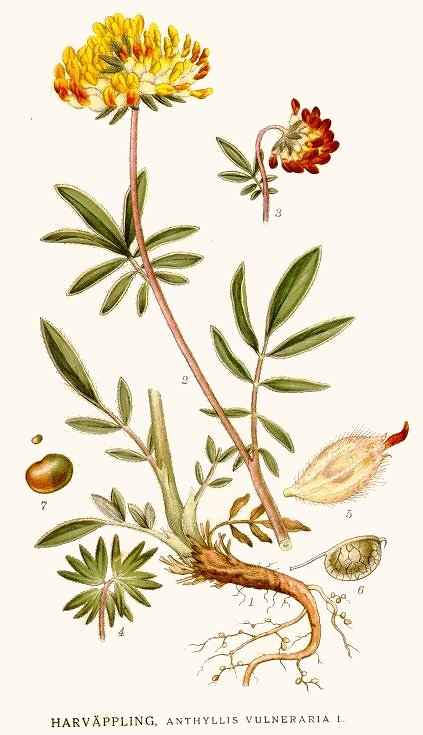
Dibuix esquemàtic
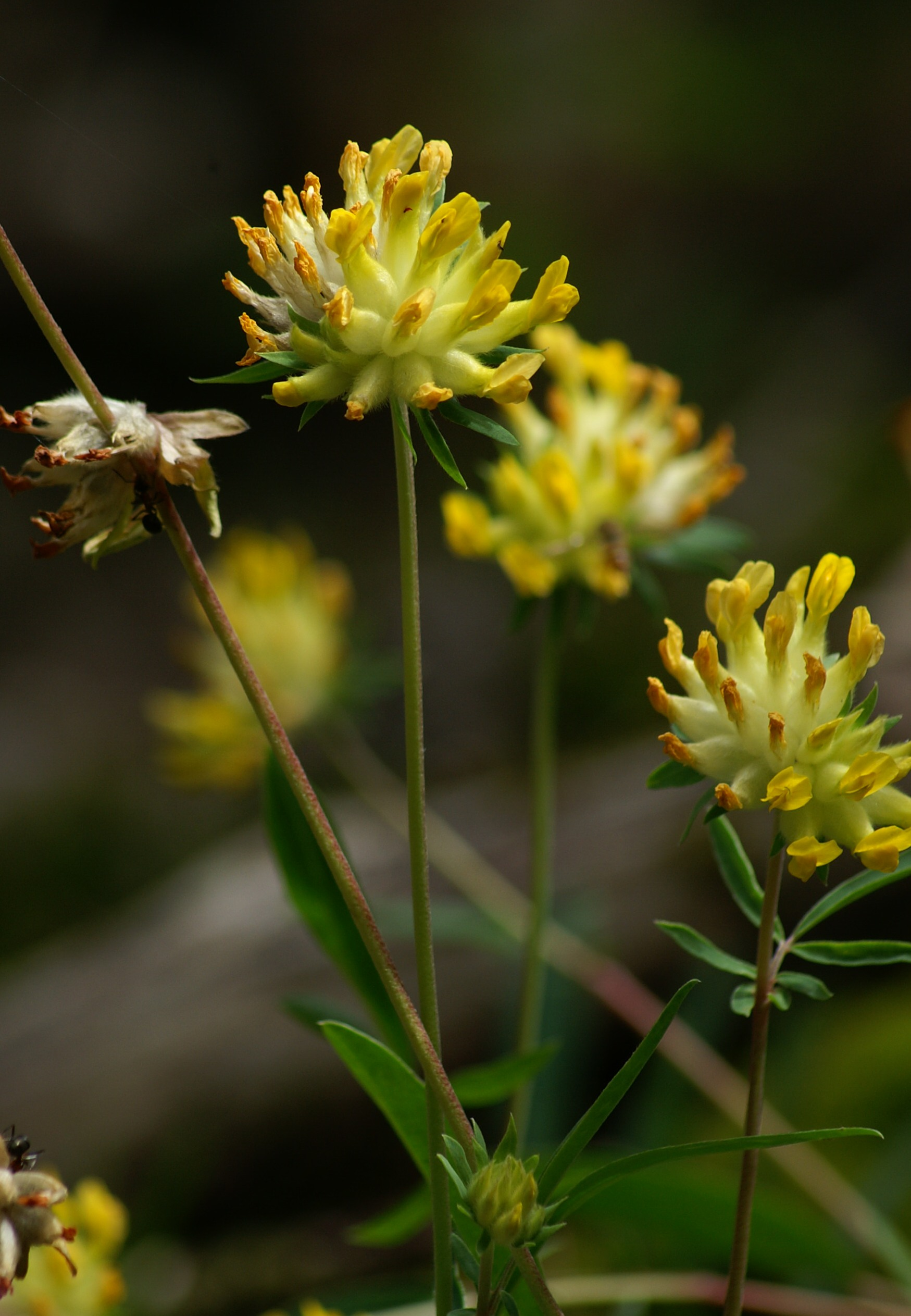
Vulnerària
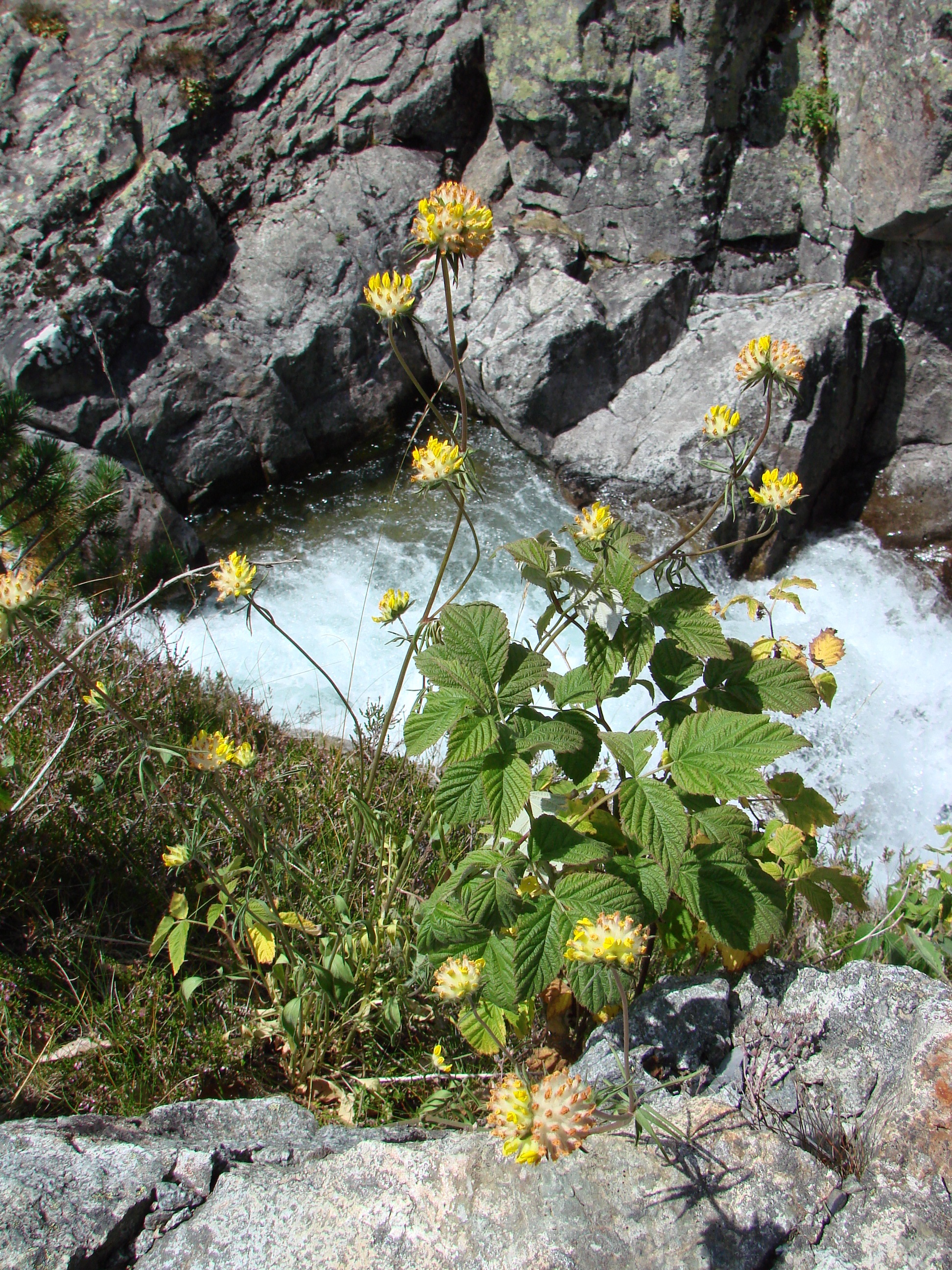
Planta sencera

### Subespècies

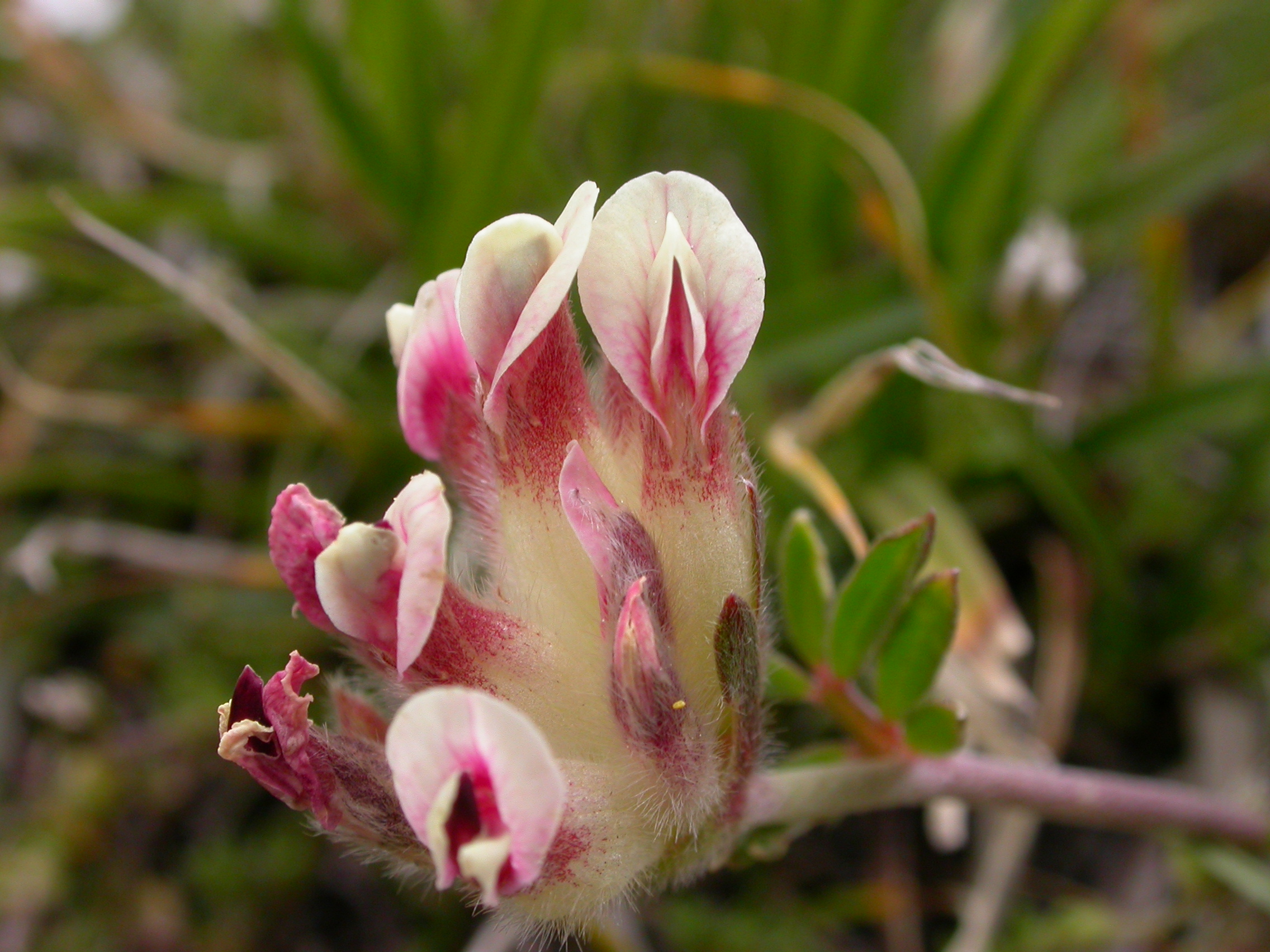
Subsp. valesiaca
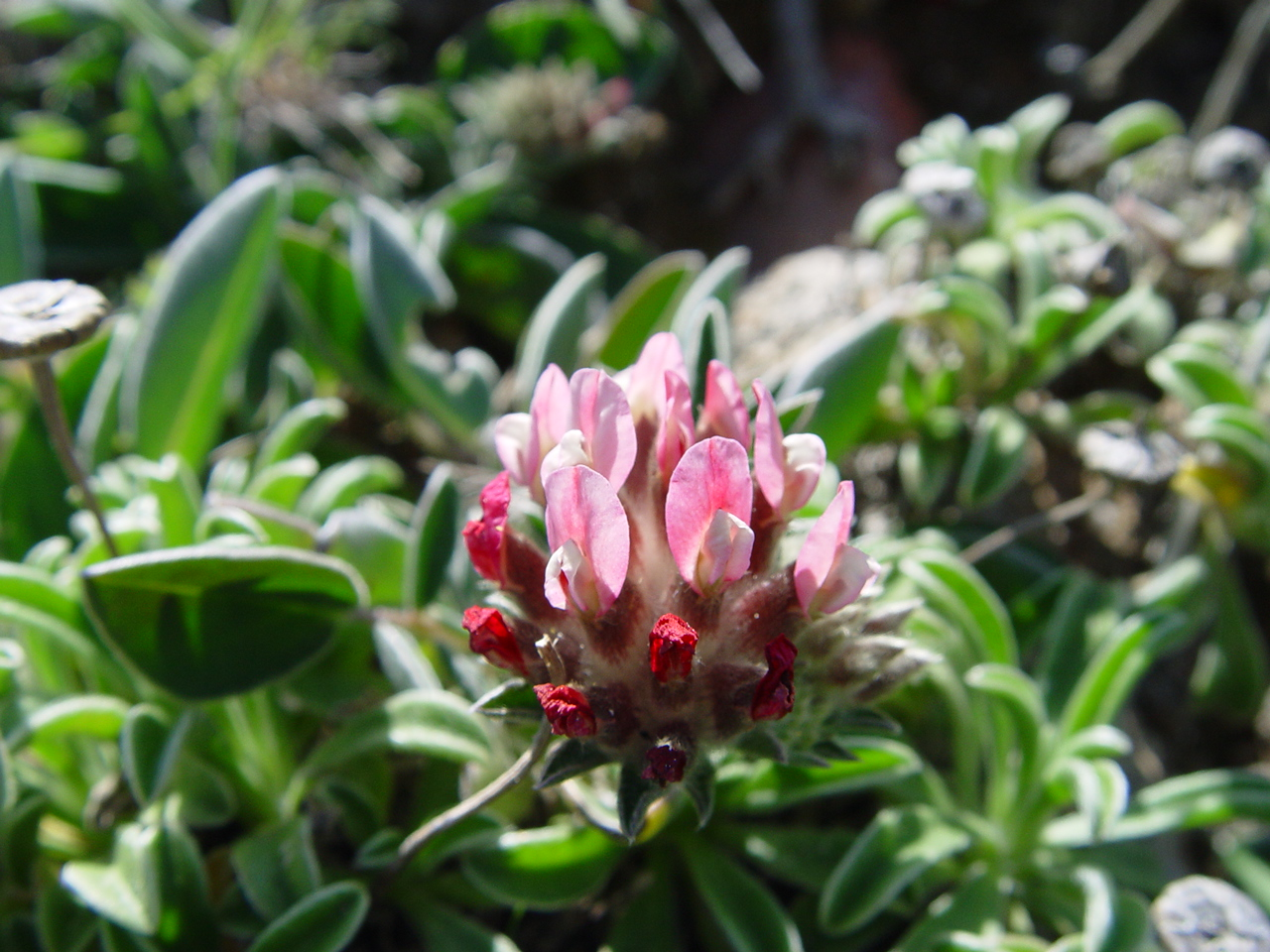
Subsp. ibèrica
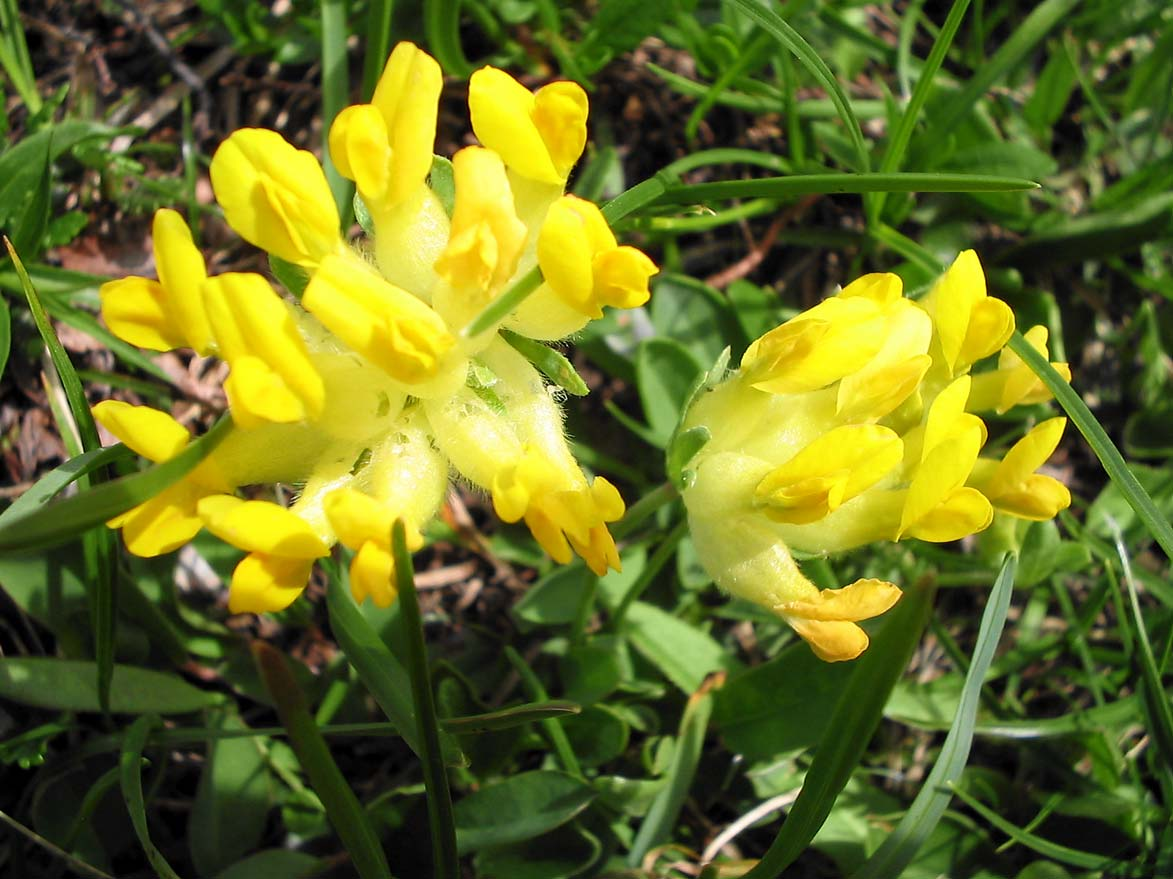
Subsp. alpestris
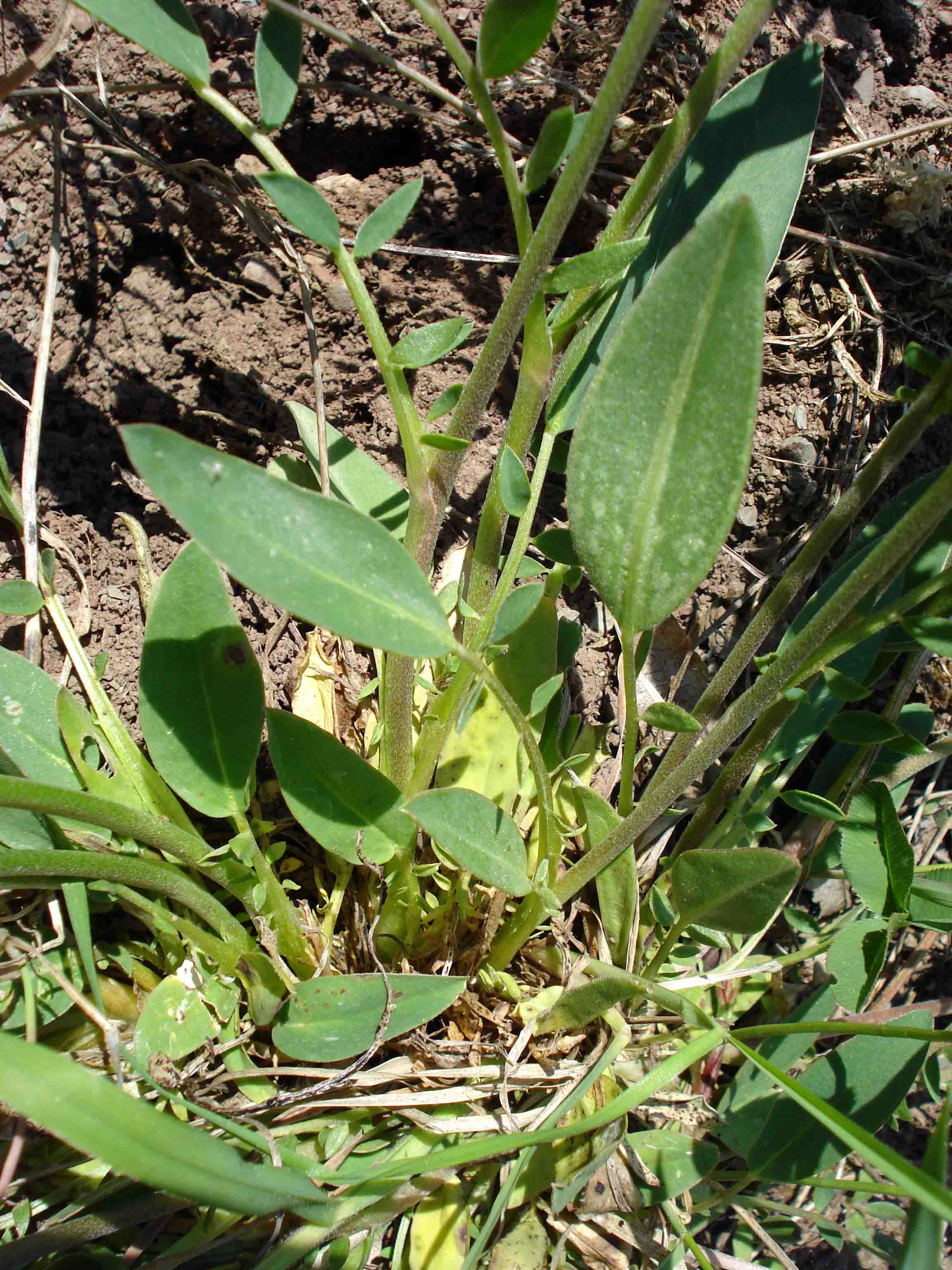
Subsp. pseudovulneraria
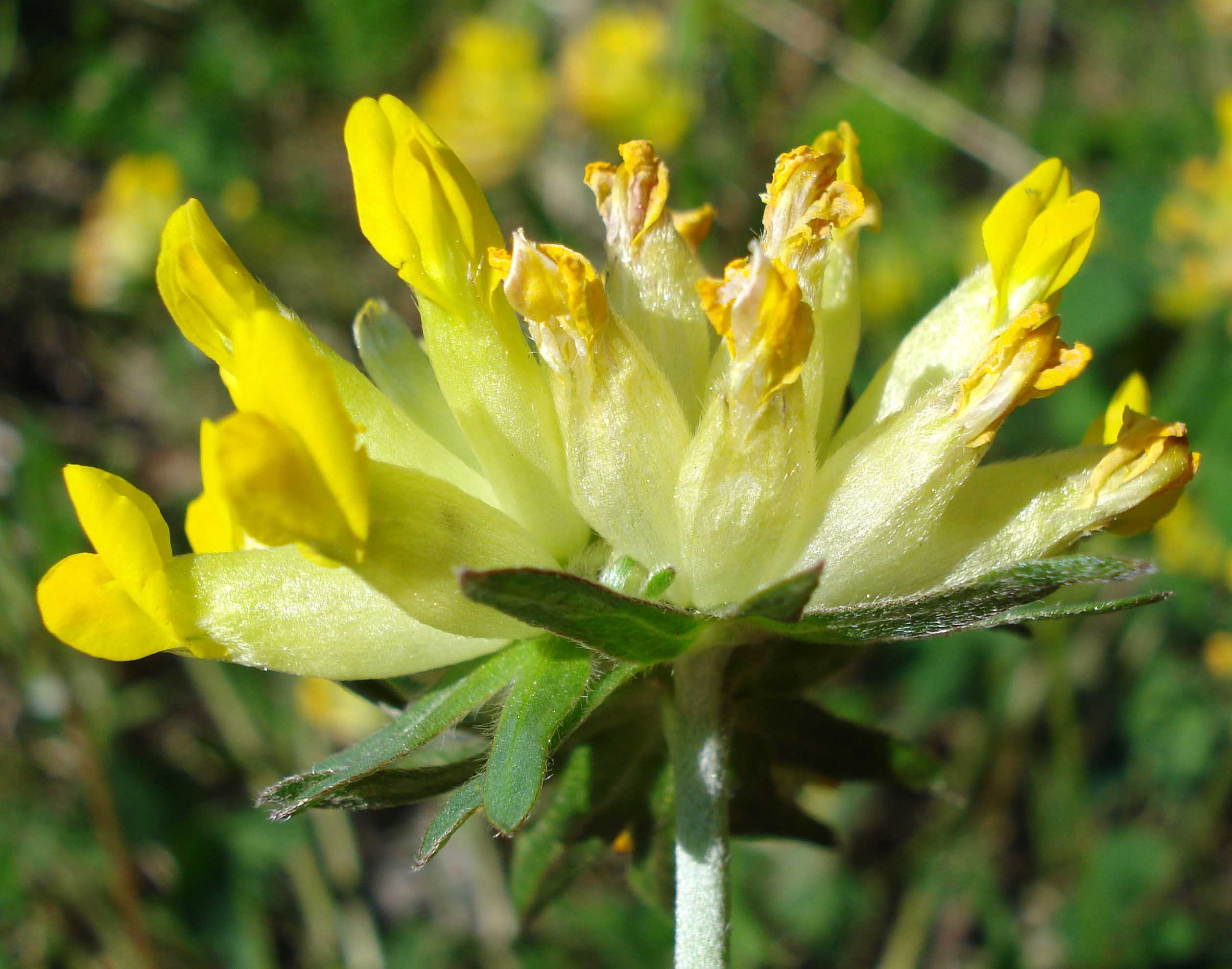
Subsp. pseudovulnerària